# KOffice
KOffice is een uitgebreid vrij kantoorsoftwarepakket. In eerste instantie was het pakket beschikbaar voor KDE, maar daar is het na 2011 opgevolgd door Calligra Suite. Voor TDE gaat de ontwikkeling nog door. KOffice is tevens beschikbaar voor Haiku.
Alle onderdelen van KOffice kennen een hoge mate van integratie, wat inhoudt dat functies van het ene onderdeel in het andere kunnen worden gebruikt. Zo kunnen er in KWord bijvoorbeeld wiskundige functies uit KSpread of KFormula worden gebruikt.

## Onderdelen
KOffice bestaat uit de volgende delen:
|  | KWord           | een frame-gebaseerde tekstverwerker, geschikt voor professionele documenten. |
|  | KSpread         | een spreadsheetprogramma.                                                    |
|  | KPresenter      | een presentatieprogramma.                                                    |
|  | Kivio           | een flowchartprogramma.                                                      |
|  | Karbon14        | een vectortekenprogramma.                                                    |
|  | Krita           | (Voorheen als Krayon en KImageshop) een teken- en beeldbewerkingsprogramma.  |
|  | Kugar en KChart | een geïntegreerd programma om rapporten te maken en een grafiekenprogramma.  |
|  | KFormula        | een programma om formules te maken.                                          |
|  | Kexi            | een geïntegreerde databaseomgeving.                                          |
|  | KPlato          | projectmanagementsoftware.                                                   |

- KOShell: een centrale werkplek waarin alle bovengenoemde componenten samengebracht kunnen worden.
- Filters: tientallen filters die KOffice-documenten kunnen omzetten naar andere formaten en omgekeerd.

## OpenDocument
Sinds versie 1.5 gebruiken de belangrijkste componenten van OpenOffice.org het OpenDocument-formaat.

## KOffice 2
KOffice 2 werd op 28 mei 2009 uitgebracht. In deze uitgave werd de hele architectuur en het uiterlijk van de programma's aangepast. Hierbij was het "Flake"-concept een opvallende vernieuwing.
Flake is ontstaan uit het idee dat verschillende programma's gelijkaardige functies nodig hebben, bijvoorbeeld de mogelijkheid om foto's in te voegen, basale tekstverwerking en tabellen, maar dat deze in elk programma apart ontwikkeld worden, wat extra tijd en moeite kost.
Flake gaat uit van de zogenaamde "Shapes", die elk een bepaald element als tekstverwerking (TextShape), afbeeldingen (PictureShape), tabellen (TableShape) en video's (VideoShape) in een document integreren. Als een gebruiker een bepaald element wil invoegen, moet hij de bijbehorende Shape naar de juiste plaats in het document slepen. Als de Shape wordt geselecteerd, zal de werkbalk van het programma zich aanpassen en toegang tot de functies van de Shape geven. De verschillende Shapes in een document "weten" van elkaar dat ze bestaan, en zo zal bijvoorbeeld een stuk tekst, indien gewenst, zich rond een foto uitlijnen.